# Chars en bronze Qin

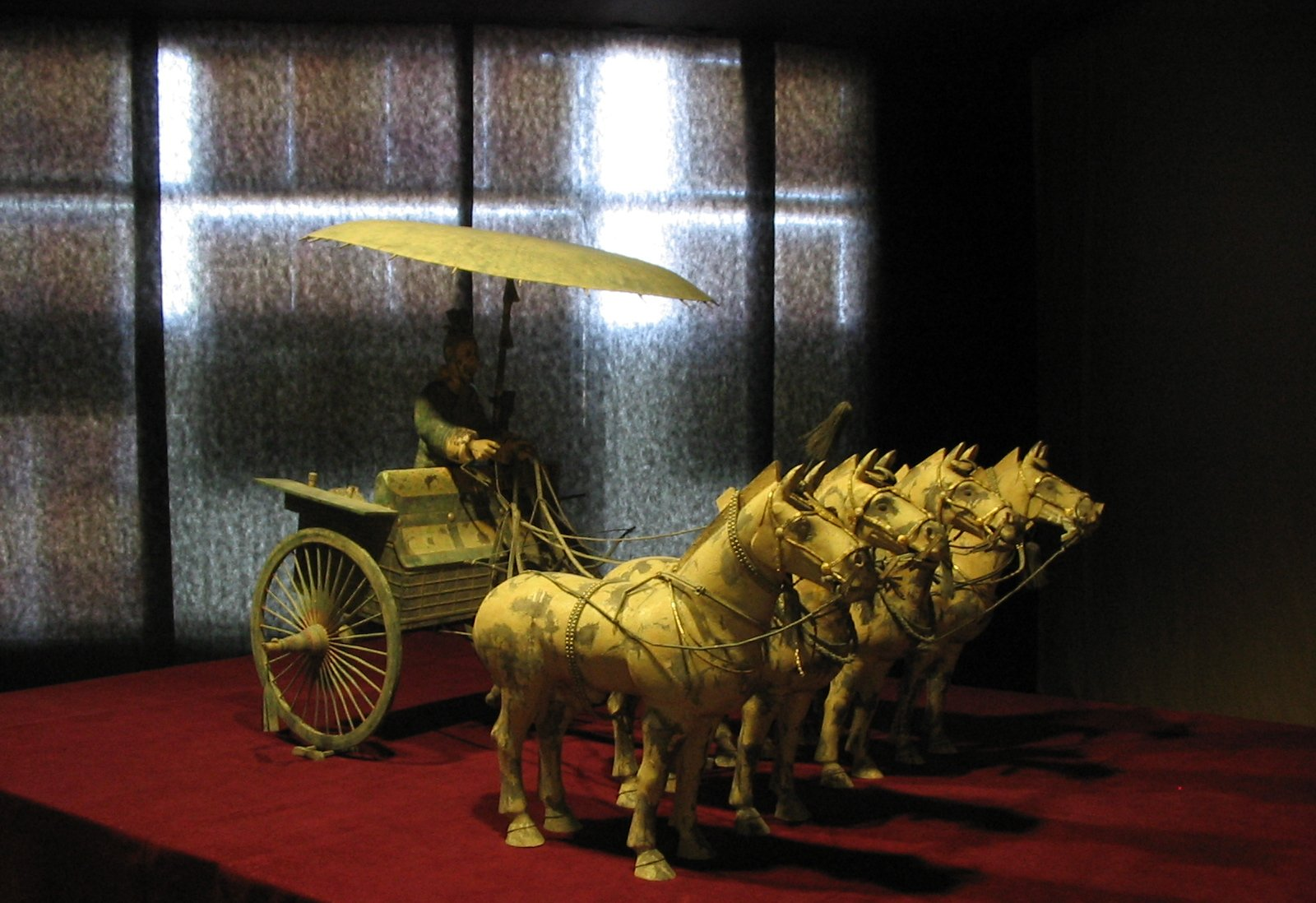
Chariot en bronze numéro un

Les chars en bronze Qin (銅車馬 ou 秦 銅車馬) sont un ensemble de deux répliques de chars en bronze de la dynastie Qin qui ont été mis au jour en 1980 au mausolée du premier empereur Qin, Qin Shi Huang (qui règna de 247 à 220 avant notre ère). Lorsque ces répliques ont été trouvées, elles étaient en plusieurs morceaux , et il fallut cinq ans pour les reconstituer toutes les deux. Les deux répliques mesurent environ la moitié de leur taille réelle. 
La première pièce,le « char en bronze numéro un » (一號銅車馬), se compose d'un char ouvert tiré par quatre chevaux en bronze, avec un seul conducteur debout et une ombrelle en bronze sur un support placé à côté de lui. 
La deuxième pièce, le « char en bronze numéro deux"» (二號銅車馬), est une voiture fermée avec deux sièges et un toit en forme de parapluie, qui est également tirée par quatre chevaux en bronze. 

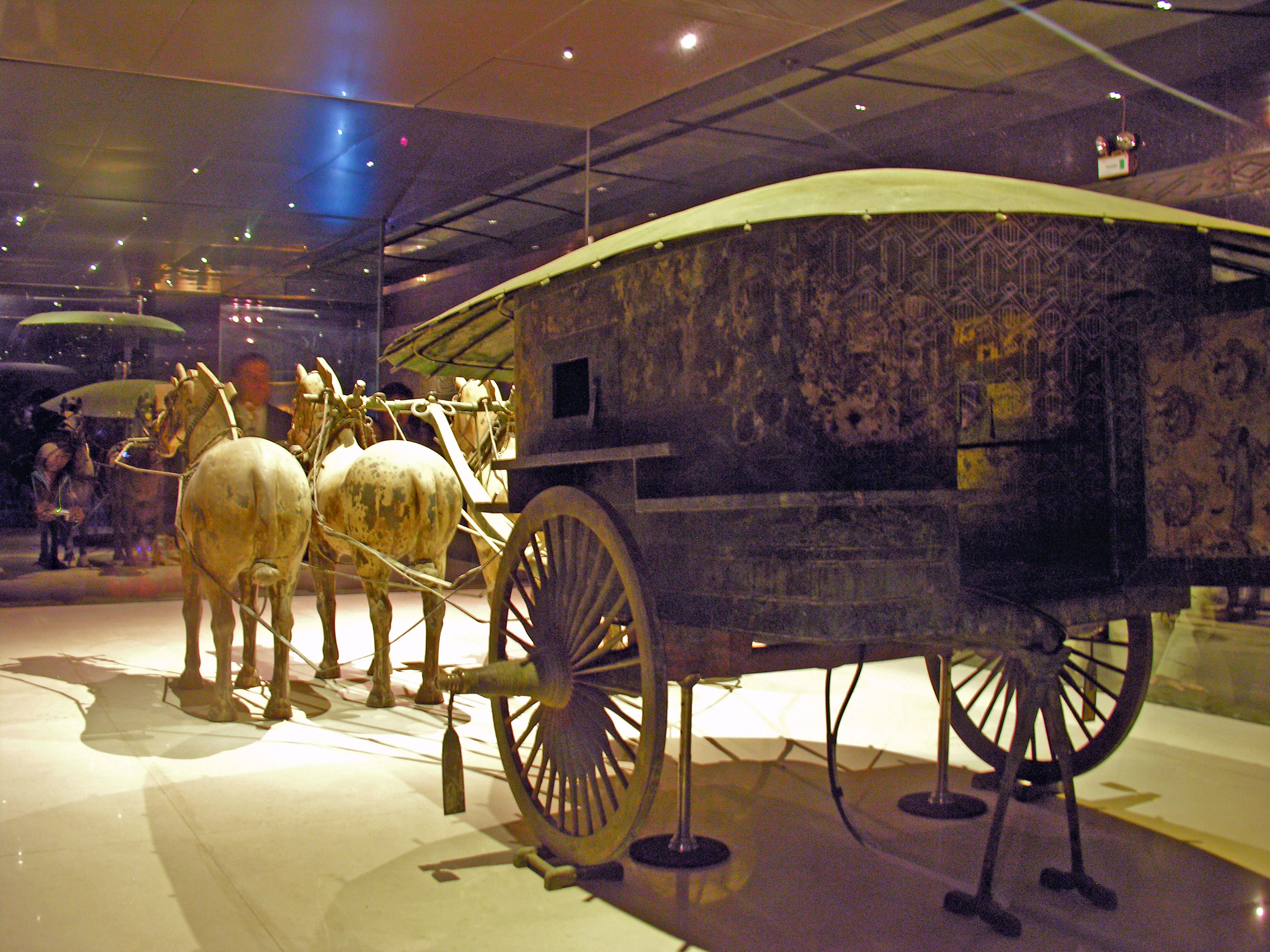
Char en bronze numéro deux

Les chars sont entreposés au Musée des guerriers et des chevaux en terre cuite de Qin Shi Huang (秦始皇兵馬俑博物館) dans le Shaanxi. En 2010, la pièce a été présentée à l'Exposition universelle de Shanghai à l'intérieur du bâtiment du Pavillon de Chine. 
Les chars sont l'un des soixante-quatre objets historiques interdits d'exposition en dehors de la Chine.

## Voir également
- Char (Chine ancienne)
- Char pointant vers le sud